# François Esmez
 (décembre 2020).
François Esmez (ou Aymé), né vraisemblablement vers 1610 à Velaine-sous-Amance, est un officier des troupes du duc Charles IV de Lorraine.
Il fut l'un des grands défenseurs de La Mothe-en-Bassigny en 1645 où il officiait comme colonel du régiment d’Épinal.

## Biographie
Fils de Jean Esmez, secrétaire du duc de Lorraine, substitut du procureur de l’Évêché de Metz et d'Isabelle dite Zabillon Mélian, en 1641 il est lieutenant d'une compagnie d'infanterie en garnison à La Mothe-en-Bassigny, sous les ordres de Laurent Cliquot alors gouverneur de La Mothe puis devient capitaine en octobre 1642. Entre 1644 et 1645 il participe au dernier siège de La Mothe et est l'un des vingt-et-un signataires des propositions de capitulation de cette place envoyées le 30 juin 1649 au marquis de Villeroy, commandant en chef de l'armée française.
En 1650 il est lieutenant-colonel du régiment d’Épinal au service du duc de Lorraine et sergent-major de Vicherey qu'il défend contre les troupes du maréchal de La Ferté-Senneterre.
François Esmez est anobli par Lettres de Charles IV, données à Bruxelles le 4 novembre 1651 et entérinées à Luxembourg le 21 du même mois au parlement de Lorraine y siégeant,,,. Il porte : « d'azur à l'épée flamboyante d'argent mise en pal, surmontée de trois étoiles d'or posées en fasce ».
Marié deux fois, sa première épouse Bénigne Roussel fut à l'origine de la branche des Esmez de Deutout (devenus baron Esmez-Deutout sous l'empire) installée à Martinvelle. François Esmez épousa en secondes noces Anne Tranchot en 1641 avec qui il fonda la confrérie du Saint-Sacrement à Médonville vers 1669, la postérité qu'il eut avec Anne Tranchot s'établit à Médonville où à la suite d'un voyage à Rome, il avait d'ailleurs fondé une chapelle sous l'invocation de Notre-Dame de Lorette (actuelle chapelle Notre-Dame de Lorette du Mont). L'acte de fondation de la chapelle date du 9 mai 1682. Cette postérité porta le nom d'Aymé ou Aymé de la Herlière.